# Seznam tričrkovnih kratic od IAA do LŽŽ
Seznam vseh možnih tričrkovnih kratic od IAA do LŽŽ. Tričrkovne kratice, obarvane rdeče, še nimajo svojega članka.
```
IAA
 
IAB
 
IAC
 
IAČ
 
IAD
 
IAE
 
IAF
 
IAG
 
IAH
 
IAI
 
IAJ
 
IAK
 
IAL
 
IAM
 
IAN

IAO
 
IAP
 
IAQ
 
IAR
 
IAS
 
IAŠ
 
IAT
 
IAU
 
IAV
 
IAW
 
IAX
 
IAY
 
IAZ
 
IAŽ

IBA
 
IBB
 
IBC
 
IBČ
 
IBD
 
IBE
 
IBF
 
IBG
 
IBH
 
IBI
 
IBJ
 
IBK
 
IBL
 
IBM
 
IBN

IBO
 
IBP
 
IBQ
 
IBR
 
IBS
 
IBŠ
 
IBT
 
IBU
 
IBV
 
IBW
 
IBX
 
IBY
 
IBZ
 
IBŽ

ICA
 
ICB
 
ICC
 
ICČ
 
ICD
 
ICE
 
ICF
 
ICG
 
ICH
 
ICI
 
ICJ
 
ICK
 
ICL
 
ICM
 
ICN

ICO
 
ICP
 
ICQ
 
ICR
 
ICS
 
ICŠ
 
ICT
 
ICU
 
ICV
 
ICW
 
ICX
 
ICY
 
ICZ
 
ICŽ

IČA
 
IČB
 
IČC
 
IČČ
 
IČD
 
IČE
 
IČF
 
IČG
 
IČH
 
IČI
 
IČJ
 
IČK
 
IČL
 
IČM
 
IČN

IČO
 
IČP
 
IČQ
 
IČR
 
IČS
 
IČŠ
 
IČT
 
IČU
 
IČV
 
IČW
 
IČX
 
IČY
 
IČZ
 
IČŽ

IDA
 
IDB
 
IDC
 
IDČ
 
IDD
 
IDE
 
IDF
 
IDG
 
IDH
 
IDI
 
IDJ
 
IDK
 
IDL
 
IDM
 
IDN

IDO
 
IDP
 
IDQ
 
IDR
 
IDS
 
IDŠ
 
IDT
 
IDU
 
IDV
 
IDW
 
IDX
 
IDY
 
IDZ
 
IDŽ

IEA
 
IEB
 
IEC
 
IEČ
 
IED
 
IEE
 
IEF
 
IEG
 
IEH
 
IEI
 
IEJ
 
IEK
 
IEL
 
IEM
 
IEN

IEO
 
IEP
 
IEQ
 
IER
 
IES
 
IEŠ
 
IET
 
IEU
 
IEV
 
IEW
 
IEX
 
IEY
 
IEZ
 
IEŽ

IFA
 
IFB
 
IFC
 
IFČ
 
IFD
 
IFE
 
IFF
 
IFG
 
IFH
 
IFI
 
IFJ
 
IFK
 
IFL
 
IFM
 
IFN

IFO
 
IFP
 
IFQ
 
IFR
 
IFS
 
IFŠ
 
IFT
 
IFU
 
IFV
 
IFW
 
IFX
 
IFY
 
IFZ
 
IFŽ

IGA
 
IGB
 
IGC
 
IGČ
 
IGD
 
IGE
 
IGF
 
IGG
 
IGH
 
IGI
 
IGJ
 
IGK
 
IGL
 
IGM
 
IGN

IGO
 
IGP
 
IGQ
 
IGR
 
IGS
 
IGŠ
 
IGT
 
IGU
 
IGV
 
IGW
 
IGX
 
IGY
 
IGZ
 
IGŽ

IHA
 
IHB
 
IHC
 
IHČ
 
IHD
 
IHE
 
IHF
 
IHG
 
IHH
 
IHI
 
IHJ
 
IHK
 
IHL
 
IHM
 
IHN

IHO
 
IHP
 
IHQ
 
IHR
 
IHS
 
IHŠ
 
IHT
 
IHU
 
IHV
 
IHW
 
IHX
 
IHY
 
IHZ
 
IHŽ

IIA
 
IIB
 
IIC
 
IIČ
 
IID
 
IIE
 
IIF
 
IIG
 
IIH
 
III
 
IIJ
 
IIK
 
IIL
 
IIM
 
IIN

IIO
 
IIP
 
IIQ
 
IIR
 
IIS
 
IIŠ
 
IIT
 
IIU
 
IIV
 
IIW
 
IIX
 
IIY
 
IIZ
 
IIŽ

IJA
 
IJB
 
IJC
 
IJČ
 
IJD
 
IJE
 
IJF
 
IJG
 
IJH
 
IJI
 
IJJ
 
IJK
 
IJL
 
IJM
 
IJN

IJO
 
IJP
 
IJQ
 
IJR
 
IJS
 
IJŠ
 
IJT
 
IJU
 
IJV
 
IJW
 
IJX
 
IJY
 
IJZ
 
IJŽ

IKA
 
IKB
 
IKC
 
IKČ
 
IKD
 
IKE
 
IKF
 
IKG
 
IKH
 
IKI
 
IKJ
 
IKK
 
IKL
 
IKM
 
IKN

IKO
 
IKP
 
IKQ
 
IKR
 
IKS
 
IKŠ
 
IKT
 
IKU
 
IKV
 
IKW
 
IKX
 
IKY
 
IKZ
 
IKŽ

ILA
 
ILB
 
ILC
 
ILČ
 
ILD
 
ILE
 
ILF
 
ILG
 
ILH
 
ILI
 
ILJ
 
ILK
 
ILL
 
ILM
 
ILN

ILO
 
ILP
 
ILQ
 
ILR
 
ILS
 
ILŠ
 
ILT
 
ILU
 
ILV
 
ILW
 
ILX
 
ILY
 
ILZ
 
ILŽ

IMA
 
IMB
 
IMC
 
IMČ
 
IMD
 
IME
 
IMF
 
IMG
 
IMH
 
IMI
 
IMJ
 
IMK
 
IML
 
IMM
 
IMN

IMO
 
IMP
 
IMQ
 
IMR
 
IMS
 
IMŠ
 
IMT
 
IMU
 
IMV
 
IMW
 
IMX
 
IMY
 
IMZ
 
IMŽ

INA
 
INB
 
INC
 
INČ
 
IND
 
INE
 
INF
 
ING
 
INH
 
INI
 
INJ
 
INK
 
INL
 
INM
 
INN

INO
 
INP
 
INQ
 
INR
 
INS
 
INŠ
 
INT
 
INU
 
INV
 
INW
 
INX
 
INY
 
INZ
 
INŽ

IOA
 
IOB
 
IOC
 
IOČ
 
IOD
 
IOE
 
IOF
 
IOG
 
IOH
 
IOI
 
IOJ
 
IOK
 
IOL
 
IOM
 
ION

IOO
 
IOP
 
IOQ
 
IOR
 
IOS
 
IOŠ
 
IOT
 
IOU
 
IOV
 
IOW
 
IOX
 
IOY
 
IOZ
 
IOŽ

IPA
 
IPB
 
IPC
 
IPČ
 
IPD
 
IPE
 
IPF
 
IPG
 
IPH
 
IPI
 
IPJ
 
IPK
 
IPL
 
IPM
 
IPN

IPO
 
IPP
 
IPQ
 
IPR
 
IPS
 
IPŠ
 
IPT
 
IPU
 
IPV
 
IPW
 
IPX
 
IPY
 
IPZ
 
IPŽ

IQA
 
IQB
 
IQC
 
IQČ
 
IQD
 
IQE
 
IQF
 
IQG
 
IQH
 
IQI
 
IQJ
 
IQK
 
IQL
 
IQM
 
IQN

IQO
 
IQP
 
IQQ
 
IQR
 
IQS
 
IQŠ
 
IQT
 
IQU
 
IQV
 
IQW
 
IQX
 
IQY
 
IQZ
 
IQŽ

IRA
 
IRB
 
IRC
 
IRČ
 
IRD
 
IRE
 
IRF
 
IRG
 
IRH
 
IRI
 
IRJ
 
IRK
 
IRL
 
IRM
 
IRN

IRO
 
IRP
 
IRQ
 
IRR
 
IRS
 
IRŠ
 
IRT
 
IRU
 
IRV
 
IRW
 
IRX
 
IRY
 
IRZ
 
IRŽ

ISA
 
ISB
 
ISC
 
ISČ
 
ISD
 
ISE
 
ISF
 
ISG
 
ISH
 
ISI
 
ISJ
 
ISK
 
ISL
 
ISM
 
ISN

ISO
 
ISP
 
ISQ
 
ISR
 
ISS
 
ISŠ
 
IST
 
ISU
 
ISV
 
ISW
 
ISX
 
ISY
 
ISZ
 
ISŽ

IŠA
 
IŠB
 
IŠC
 
IŠČ
 
IŠD
 
IŠE
 
IŠF
 
IŠG
 
IŠH
 
IŠI
 
IŠJ
 
IŠK
 
IŠL
 
IŠM
 
IŠN
 

IŠO
 
IŠP
 
IŠQ
 
IŠR
 
IŠS
 
IŠŠ
 
IŠT
 
IŠU
 
IŠV
 
IŠW
 
IŠX
 
IŠY
 
IŠZ
 
IŠŽ

ITA
 
ITB
 
ITC
 
ITČ
 
ITD
 
ITE
 
ITF
 
ITG
 
ITH
 
ITI
 
ITJ
 
ITK
 
ITL
 
ITM
 
ITN
 

ITO
 
ITP
 
ITQ
 
ITR
 
ITS
 
ITŠ
 
ITT
 
ITU
 
ITV
 
ITW
 
ITX
 
ITY
 
ITZ
 
ITŽ

IUA
 
IUB
 
IUC
 
IUČ
 
IUD
 
IUE
 
IUF
 
IUG
 
IUH
 
IUI
 
IUJ
 
IUK
 
IUL
 
IUM
 
IUN
 

IUO
 
IUP
 
IUQ
 
IUR
 
IUS
 
IUŠ
 
IUT
 
IUU
 
IUV
 
IUW
 
IUX
 
IUY
 
IUZ
 
IUŽ

IVA
 
IVB
 
IVC
 
IVČ
 
IVD
 
IVE
 
IVF
 
IVG
 
IVH
 
IVI
 
IVJ
 
IVK
 
IVL
 
IVM
 
IVN
 

IVO
 
IVP
 
IVQ
 
IVR
 
IVS
 
IVŠ
 
IVT
 
IVU
 
IVV
 
IVW
 
IVX
 
IVY
 
IVZ
 
IVŽ

IWA
 
IWB
 
IWC
 
IWČ
 
IWD
 
IWE
 
IWF
 
IWG
 
IWH
 
IWI
 
IWJ
 
IWK
 
IWL
 
IWM
 
IWN
 

IWO
 
IWP
 
IWQ
 
IWR
 
IWS
 
IWŠ
 
IWT
 
IWU
 
IWV
 
IWW
 
IWX
 
IWY
 
IWZ
 
IWŽ

IXA
 
IXB
 
IXC
 
IXČ
 
IXD
 
IXE
 
IXF
 
IXG
 
IXH
 
IXI
 
IXJ
 
IXK
 
IXL
 
IXM
 
IXN
 

IXO
 
IXP
 
IXQ
 
IXR
 
IXS
 
IXŠ
 
IXT
 
IXU
 
IXV
 
IXW
 
IXX
 
IXY
 
IXZ
 
IXŽ

IYA
 
IYB
 
IYC
 
IYČ
 
IYD
 
IYE
 
IYF
 
IYG
 
IYH
 
IYI
 
IYJ
 
IYK
 
IYL
 
IYM
 
IYN
 

IYO
 
IYP
 
IYQ
 
IYR
 
IYS
 
IYŠ
 
IYT
 
IYU
 
IYV
 
IYW
 
IYX
 
IYY
 
IYZ
 
IYŽ

IZA
 
IZB
 
IZC
 
IZČ
 
IZD
 
IZE
 
IZF
 
IZG
 
IZH
 
IZI
 
IZJ
 
IZK
 
IZL
 
IZM
 
IZN

IZO
 
IZP
 
IZQ
 
IZR
 
IZS
 
IZŠ
 
IZT
 
IZU
 
IZV
 
IZW
 
IZX
 
IZY
 
IZZ
 
IZŽ

IŽA
 
IŽB
 
IŽC
 
IŽČ
 
IŽD
 
IŽE
 
IŽF
 
IŽG
 
IŽH
 
IŽI
 
IŽJ
 
IŽK
 
IŽL
 
IŽM
 
IŽN
 

IŽO
 
IŽP
 
IŽQ
 
IŽR
 
IŽS
 
IŽŠ
 
IŽT
 
IŽU
 
IŽV
 
IŽW
 
IŽX
 
IŽY
 
IŽZ
 
IŽŽ
```

```
JAA
 
JAB
 
JAC
 
JAČ
 
JAD
 
JAE
 
JAF
 
JAG
 
JAH
 
JAI
 
JAJ
 
JAK
 
JAL
 
JAM
 
JAN
 

JAO
 
JAP
 
JAQ
 
JAR
 
JAS
 
JAŠ
 
JAT
 
JAU
 
JAV
 
JAW
 
JAX
 
JAY
 
JAZ
 
JAŽ

JBA
 
JBB
 
JBC
 
JBČ
 
JBD
 
JBE
 
JBF
 
JBG
 
JBH
 
JBI
 
JBJ
 
JBK
 
JBL
 
JBM
 
JBN
 

JBO
 
JBP
 
JBQ
 
JBR
 
JBS
 
JBŠ
 
JBT
 
JBU
 
JBV
 
JBW
 
JBX
 
JBY
 
JBZ
 
JBŽ

JCA
 
JCB
 
JCC
 
JCČ
 
JCD
 
JCE
 
JCF
 
JCG
 
JCH
 
JCI
 
JCJ
 
JCK
 
JCL
 
JCM
 
JCN
 

JCO
 
JCP
 
JCQ
 
JCR
 
JCS
 
JCŠ
 
JCT
 
JCU
 
JCV
 
JCW
 
JCX
 
JCY
 
JCZ
 
JCŽ

JČA
 
JČB
 
JČC
 
JČČ
 
JČD
 
JČE
 
JČF
 
JČG
 
JČH
 
JČI
 
JČJ
 
JČK
 
JČL
 
JČM
 
JČN
 

JČO
 
JČP
 
JČQ
 
JČR
 
JČS
 
JČŠ
 
JČT
 
JČU
 
JČV
 
JČW
 
JČX
 
JČY
 
JČZ
 
JČŽ

JDA
 
JDB
 
JDC
 
JDČ
 
JDD
 
JDE
 
JDF
 
JDG
 
JDH
 
JDI
 
JDJ
 
JDK
 
JDL
 
JDM
 
JDN
 

JDO
 
JDP
 
JDQ
 
JDR
 
JDS
 
JDŠ
 
JDT
 
JDU
 
JDV
 
JDW
 
JDX
 
JDY
 
JDZ
 
JDŽ

JEA
 
JEB
 
JEC
 
JEČ
 
JED
 
JEE
 
JEF
 
JEG
 
JEH
 
JEI
 
JEJ
 
JEK
 
JEL
 
JEM
 
JEN
 

JEO
 
JEP
 
JEQ
 
JER
 
JES
 
JEŠ
 
JET
 
JEU
 
JEV
 
JEW
 
JEX
 
JEY
 
JEZ
 
JEŽ

JFA
 
JFB
 
JFC
 
JFČ
 
JFD
 
JFE
 
JFF
 
JFG
 
JFH
 
JFI
 
JFJ
 
JFK
 
JFL
 
JFM
 
JFN

JFO
 
JFP
 
JFQ
 
JFR
 
JFS
 
JFŠ
 
JFT
 
JFU
 
JFV
 
JFW
 
JFX
 
JFY
 
JFZ
 
JFŽ

JGA
 
JGB
 
JGC
 
JGČ
 
JGD
 
JGE
 
JGF
 
JGG
 
JGH
 
JGI
 
JGJ
 
JGK
 
JGL
 
JGM
 
JGN
 

JGO
 
JGP
 
JGQ
 
JGR
 
JGS
 
JGŠ
 
JGT
 
JGU
 
JGV
 
JGW
 
JGX
 
JGY
 
JGZ
 
JGŽ

JHA
 
JHB
 
JHC
 
JHČ
 
JHD
 
JHE
 
JHF
 
JHG
 
JHH
 
JHI
 
JHJ
 
JHK
 
JHL
 
JHM
 
JHN
 

JHO
 
JHP
 
JHQ
 
JHR
 
JHS
 
JHŠ
 
JHT
 
JHU
 
JHV
 
JHW
 
JHX
 
JHY
 
JHZ
 
JHŽ

JIA
 
JIB
 
JIC
 
JIČ
 
JID
 
JIE
 
JIF
 
JIG
 
JIH
 
JII
 
JIJ
 
JIK
 
JIL
 
JIM
 
JIN
 

JIO
 
JIP
 
JIQ
 
JIR
 
JIS
 
JIŠ
 
JIT
 
JIU
 
JIV
 
JIW
 
JIX
 
JIY
 
JIZ
 
JIŽ

JJA
 
JJB
 
JJC
 
JJČ
 
JJD
 
JJE
 
JJF
 
JJG
 
JJH
 
JJI
 
JJJ
 
JJK
 
JJL
 
JJM
 
JJN
 

JJO
 
JJP
 
JJQ
 
JJR
 
JJS
 
JJŠ
 
JJT
 
JJU
 
JJV
 
JJW
 
JJX
 
JJY
 
JJZ
 
JJŽ

JKA
 
JKB
 
JKC
 
JKČ
 
JKD
 
JKE
 
JKF
 
JKG
 
JKH
 
JKI
 
JKJ
 
JKK
 
JKL
 
JKM
 
JKN

JKO
 
JKP
 
JKQ
 
JKR
 
JKS
 
JKŠ
 
JKT
 
JKU
 
JKV
 
JKW
 
JKX
 
JKY
 
JKZ
 
JKŽ

JLA
 
JLB
 
JLC
 
JLČ
 
JLD
 
JLE
 
JLF
 
JLG
 
JLH
 
JLI
 
JLJ
 
JLK
 
JLL
 
JLM
 
JLN
 

JLO
 
JLP
 
JLQ
 
JLR
 
JLS
 
JLŠ
 
JLT
 
JLU
 
JLV
 
JLW
 
JLX
 
JLY
 
JLZ
 
JLŽ

JMA
 
JMB
 
JMC
 
JMČ
 
JMD
 
JME
 
JMF
 
JMG
 
JMH
 
JMI
 
JMJ
 
JMK
 
JML
 
JMM
 
JMN
 

JMO
 
JMP
 
JMQ
 
JMR
 
JMS
 
JMŠ
 
JMT
 
JMU
 
JMV
 
JMW
 
JMX
 
JMY
 
JMZ
 
JMŽ

JNA
 
JNB
 
JNC
 
JNČ
 
JND
 
JNE
 
JNF
 
JNG
 
JNH
 
JNI
 
JNJ
 
JNK
 
JNL
 
JNM
 
JNN
 

JNO
 
JNP
 
JNQ
 
JNR
 
JNS
 
JNŠ
 
JNT
 
JNU
 
JNV
 
JNW
 
JNX
 
JNY
 
JNZ
 
JNŽ

JOA
 
JOB
 
JOC
 
JOČ
 
JOD
 
JOE
 
JOF
 
JOG
 
JOH
 
JOI
 
JOJ
 
JOK
 
JOL
 
JOM
 
JON
 

JOO
 
JOP
 
JOQ
 
JOR
 
JOS
 
JOŠ
 
JOT
 
JOU
 
JOV
 
JOW
 
JOX
 
JOY
 
JOZ
 
JOŽ

JPA
 
JPB
 
JPC
 
JPČ
 
JPD
 
JPE
 
JPF
 
JPG
 
JPH
 
JPI
 
JPJ
 
JPK
 
JPL
 
JPM
 
JPN
 

JPO
 
JPP
 
JPQ
 
JPR
 
JPS
 
JPŠ
 
JPT
 
JPU
 
JPV
 
JPW
 
JPX
 
JPY
 
JPZ
 
JPŽ

JQA
 
JQB
 
JQC
 
JQČ
 
JQD
 
JQE
 
JQF
 
JQG
 
JQH
 
JQI
 
JQJ
 
JQK
 
JQL
 
JQM
 
JQN
 

JQO
 
JQP
 
JQQ
 
JQR
 
JQS
 
JQŠ
 
JQT
 
JQU
 
JQV
 
JQW
 
JQX
 
JQY
 
JQZ
 
JQŽ

JRA
 
JRB
 
JRC
 
JRČ
 
JRD
 
JRE
 
JRF
 
JRG
 
JRH
 
JRI
 
JRJ
 
JRK
 
JRL
 
JRM
 
JRN
 

JRO
 
JRP
 
JRQ
 
JRR
 
JRS
 
JRŠ
 
JRT
 
JRU
 
JRV
 
JRW
 
JRX
 
JRY
 
JRZ
 
JRŽ

JSA
 
JSB
 
JSC
 
JSČ
 
JSD
 
JSE
 
JSF
 
JSG
 
JSH
 
JSI
 
JSJ
 
JSK
 
JSL
 
JSM
 
JSN
 

JSO
 
JSP
 
JSQ
 
JSR
 
JSS
 
JSŠ
 
JST
 
JSU
 
JSV
 
JSW
 
JSX
 
JSY
 
JSZ
 
JSŽ

JŠA
 
JŠB
 
JŠC
 
JŠČ
 
JŠD
 
JŠE
 
JŠF
 
JŠG
 
JŠH
 
JŠI
 
JŠJ
 
JŠK
 
JŠL
 
JŠM
 
JŠN

JŠO
 
JŠP
 
JŠQ
 
JŠR
 
JŠS
 
JŠŠ
 
JŠT
 
JŠU
 
JŠV
 
JŠW
 
JŠX
 
JŠY
 
JŠZ
 
JŠŽ

JTA
 
JTB
 
JTC
 
JTČ
 
JTD
 
JTE
 
JTF
 
JTG
 
JTH
 
JTI
 
JTJ
 
JTK
 
JTL
 
JTM
 
JTN
 

JTO
 
JTP
 
JTQ
 
JTR
 
JTS
 
JTŠ
 
JTT
 
JTU
 
JTV
 
JTW
 
JTX
 
JTY
 
JTZ
 
JTŽ

JUA
 
JUB
 
JUC
 
JUČ
 
JUD
 
JUE
 
JUF
 
JUG
 
JUH
 
JUI
 
JUJ
 
JUK
 
JUL
 
JUM
 
JUN
 

JUO
 
JUP
 
JUQ
 
JUR
 
JUS
 
JUŠ
 
JUT
 
JUU
 
JUV
 
JUW
 
JUX
 
JUY
 
JUZ
 
JUŽ

JVA
 
JVB
 
JVC
 
JVČ
 
JVD
 
JVE
 
JVF
 
JVG
 
JVH
 
JVI
 
JVJ
 
JVK
 
JVL
 
JVM
 
JVN
 

JVO
 
JVP
 
JVQ
 
JVR
 
JVS
 
JVŠ
 
JVT
 
JVU
 
JVV
 
JVW
 
JVX
 
JVY
 
JVZ
 
JVŽ

JWA
 
JWB
 
JWC
 
JWČ
 
JWD
 
JWE
 
JWF
 
JWG
 
JWH
 
JWI
 
JWJ
 
JWK
 
JWL
 
JWM
 
JWN
 

JWO
 
JWP
 
JWQ
 
JWR
 
JWS
 
JWŠ
 
JWT
 
JWU
 
JWV
 
JWW
 
JWX
 
JWY
 
JWZ
 
JWŽ

JXA
 
JXB
 
JXC
 
JXČ
 
JXD
 
JXE
 
JXF
 
JXG
 
JXH
 
JXI
 
JXJ
 
JXK
 
JXL
 
JXM
 
JXN
 

JXO
 
JXP
 
JXQ
 
JXR
 
JXS
 
JXŠ
 
JXT
 
JXU
 
JXV
 
JXW
 
JXX
 
JXY
 
JXZ
 
JXŽ

JYA
 
JYB
 
JYC
 
JYČ
 
JYD
 
JYE
 
JYF
 
JYG
 
JYH
 
JYI
 
JYJ
 
JYK
 
JYL
 
JYM
 
JYN
 

JYO
 
JYP
 
JYQ
 
JYR
 
JYS
 
JYŠ
 
JYT
 
JYU
 
JYV
 
JYW
 
JYX
 
JYY
 
JYZ
 
JYŽ

JZA
 
JZB
 
JZC
 
JZČ
 
JZD
 
JZE
 
JZF
 
JZG
 
JZH
 
JZI
 
JZJ
 
JZK
 
JZL
 
JZM
 
JZN
 

JZO
 
JZP
 
JZQ
 
JZR
 
JZS
 
JZŠ
 
JZT
 
JZU
 
JZV
 
JZW
 
JZX
 
JZY
 
JZZ
 
JZŽ

JŽA
 
JŽB
 
JŽC
 
JŽČ
 
JŽD
 
JŽE
 
JŽF
 
JŽG
 
JŽH
 
JŽI
 
JŽJ
 
JŽK
 
JŽL
 
JŽM
 
JŽN
 

JŽO
 
JŽP
 
JŽQ
 
JŽR
 
JŽS
 
JŽŠ
 
JŽT
 
JŽU
 
JŽV
 
JŽW
 
JŽX
 
JŽY
 
JŽZ
 
JŽŽ
```

```
KAA
 
KAB
 
KAC
 
KAČ
 
KAD
 
KAE
 
KAF
 
KAG
 
KAH
 
KAI
 
KAJ
 
KAK
 
KAL
 
KAM
 
KAN

KAO
 
KAP
 
KAQ
 
KAR
 
KAS
 
KAŠ
 
KAT
 
KAU
 
KAV
 
KAW
 
KAX
 
KAY
 
KAZ
 
KAŽ

KBA
 
KBB
 
KBC
 
KBČ
 
KBD
 
KBE
 
KBF
 
KBG
 
KBH
 
KBI
 
KBJ
 
KBK
 
KBL
 
KBM
 
KBN

KBO
 
KBP
 
KBQ
 
KBR
 
KBS
 
KBŠ
 
KBT
 
KBU
 
KBV
 
KBW
 
KBX
 
KBY
 
KBZ
 
KBŽ

KCA
 
KCB
 
KCC
 
KCČ
 
KCD
 
KCE
 
KCF
 
KCG
 
KCH
 
KCI
 
KCJ
 
KCK
 
KCL
 
KCM
 
KCN
 

KCO
 
KCP
 
KCQ
 
KCR
 
KCS
 
KCŠ
 
KCT
 
KCU
 
KCV
 
KCW
 
KCX
 
KCY
 
KCZ
 
KCŽ

KČA
 
KČB
 
KČC
 
KČČ
 
KČD
 
KČE
 
KČF
 
KČG
 
KČH
 
KČI
 
KČJ
 
KČK
 
KČL
 
KČM
 
KČN
 

KČO
 
KČP
 
KČQ
 
KČR
 
KČS
 
KČŠ
 
KČT
 
KČU
 
KČV
 
KČW
 
KČX
 
KČY
 
KČZ
 
KČŽ

KDA
 
KDB
 
KDC
 
KDČ
 
KDD
 
KDE
 
KDF
 
KDG
 
KDH
 
KDI
 
KDJ
 
KDK
 
KDL
 
KDM
 
KDN
 

KDO
 
KDP
 
KDQ
 
KDR
 
KDS
 
KDŠ
 
KDT
 
KDU
 
KDV
 
KDW
 
KDX
 
KDY
 
KDZ
 
KDŽ

KEA
 
KEB
 
KEC
 
KEČ
 
KED
 
KEE
 
KEF
 
KEG
 
KEH
 
KEI
 
KEJ
 
KEK
 
KEL
 
KEM
 
KEN
 

KEO
 
KEP
 
KEQ
 
KER
 
KES
 
KEŠ
 
KET
 
KEU
 
KEV
 
KEW
 
KEX
 
KEY
 
KEZ
 
KEŽ

KFA
 
KFB
 
KFC
 
KFČ
 
KFD
 
KFE
 
KFF
 
KFG
 
KFH
 
KFI
 
KFJ
 
KFK
 
KFL
 
KFM
 
KFN
 

KFO
 
KFP
 
KFQ
 
KFR
 
KFS
 
KFŠ
 
KFT
 
KFU
 
KFV
 
KFW
 
KFX
 
KFY
 
KFZ
 
KFŽ

KGA
 
KGB
 
KGC
 
KGČ
 
KGD
 
KGE
 
KGF
 
KGG
 
KGH
 
KGI
 
KGJ
 
KGK
 
KGL
 
KGM
 
KGN
 

KGO
 
KGP
 
KGQ
 
KGR
 
KGS
 
KGŠ
 
KGT
 
KGU
 
KGV
 
KGW
 
KGX
 
KGY
 
KGZ
 
KGŽ

KHA
 
KHB
 
KHC
 
KHČ
 
KHD
 
KHE
 
KHF
 
KHG
 
KHH
 
KHI
 
KHJ
 
KHK
 
KHL
 
KHM
 
KHN
 

KHO
 
KHP
 
KHQ
 
KHR
 
KHS
 
KHŠ
 
KHT
 
KHU
 
KHV
 
KHW
 
KHX
 
KHY
 
KHZ
 
KHŽ

KIA
 
KIB
 
KIC
 
KIČ
 
KID
 
KIE
 
KIF
 
KIG
 
KIH
 
KII
 
KIJ
 
KIK
 
KIL
 
KIM
 
KIN
 

KIO
 
KIP
 
KIQ
 
KIR
 
KIS
 
KIŠ
 
KIT
 
KIU
 
KIV
 
KIW
 
KIX
 
KIY
 
KIZ
 
KIŽ

KJA
 
KJB
 
KJC
 
KJČ
 
KJD
 
KJE
 
KJF
 
KJG
 
KJH
 
KJI
 
KJJ
 
KJK
 
KJL
 
KJM
 
KJN
 

KJO
 
KJP
 
KJQ
 
KJR
 
KJS
 
KJŠ
 
KJT
 
KJU
 
KJV
 
KJW
 
KJX
 
KJY
 
KJZ
 
KJŽ

KKA
 
KKB
 
KKC
 
KKČ
 
KKD
 
KKE
 
KKF
 
KKG
 
KKH
 
KKI
 
KKJ
 
KKK
 
KKL
 
KKM
 
KKN
 

KKO
 
KKP
 
KKQ
 
KKR
 
KKS
 
KKŠ
 
KKT
 
KKU
 
KKV
 
KKW
 
KKX
 
KKY
 
KKZ
 
KKŽ

KLA
 
KLB
 
KLC
 
KLČ
 
KLD
 
KLE
 
KLF
 
KLG
 
KLH
 
KLI
 
KLJ
 
KLK
 
KLL
 
KLM
 
KLN
 

KLO
 
KLP
 
KLQ
 
KLR
 
KLS
 
KLŠ
 
KLT
 
KLU
 
KLV
 
KLW
 
KLX
 
KLY
 
KLZ
 
KLŽ

KMA
 
KMB
 
KMC
 
KMČ
 
KMD
 
KME
 
KMF
 
KMG
 
KMH
 
KMI
 
KMJ
 
KMK
 
KML
 
KMM
 
KMN

KMO
 
KMP
 
KMQ
 
KMR
 
KMS
 
KMŠ
 
KMT
 
KMU
 
KMV
 
KMW
 
KMX
 
KMY
 
KMZ
 
KMŽ

KNA
 
KNB
 
KNC
 
KNČ
 
KND
 
KNE
 
KNF
 
KNG
 
KNH
 
KNI
 
KNJ
 
KNK
 
KNL
 
KNM
 
KNN
 

KNO
 
KNP
 
KNQ
 
KNR
 
KNS
 
KNŠ
 
KNT
 
KNU
 
KNV
 
KNW
 
KNX
 
KNY
 
KNZ
 
KNŽ

KOA
 
KOB
 
KOC
 
KOČ
 
KOD
 
KOE
 
KOF
 
KOG
 
KOH
 
KOI
 
KOJ
 
KOK
 
KOL
 
KOM
 
KON
 

KOO
 
KOP
 
KOQ
 
KOR
 
KOS
 
KOŠ
 
KOT
 
KOU
 
KOV
 
KOW
 
KOX
 
KOY
 
KOZ
 
KOŽ

KPA
 
KPB
 
KPC
 
KPČ
 
KPD
 
KPE
 
KPF
 
KPG
 
KPH
 
KPI
 
KPJ
 
KPK
 
KPL
 
KPM
 
KPN
 

KPO
 
KPP
 
KPQ
 
KPR
 
KPS
 
KPŠ
 
KPT
 
KPU
 
KPV
 
KPW
 
KPX
 
KPY
 
KPZ
 
KPŽ

KQA
 
KQB
 
KQC
 
KQČ
 
KQD
 
KQE
 
KQF
 
KQG
 
KQH
 
KQI
 
KQJ
 
KQK
 
KQL
 
KQM
 
KQN
 

KQO
 
KQP
 
KQQ
 
KQR
 
KQS
 
KQŠ
 
KQT
 
KQU
 
KQV
 
KQW
 
KQX
 
KQY
 
KQZ
 
KQŽ

KRA
 
KRB
 
KRC
 
KRČ
 
KRD
 
KRE
 
KRF
 
KRG
 
KRH
 
KRI
 
KRJ
 
KRK
 
KRL
 
KRM
 
KRN
 

KRO
 
KRP
 
KRQ
 
KRR
 
KRS
 
KRŠ
 
KRT
 
KRU
 
KRV
 
KRW
 
KRX
 
KRY
 
KRZ
 
KRŽ

KSA
 
KSB
 
KSC
 
KSČ
 
KSD
 
KSE
 
KSF
 
KSG
 
KSH
 
KSI
 
KSJ
 
KSK
 
KSL
 
KSM
 
KSN
 

KSO
 
KSP
 
KSQ
 
KSR
 
KSS
 
KSŠ
 
KST
 
KSU
 
KSV
 
KSW
 
KSX
 
KSY
 
KSZ
 
KSŽ

KŠA
 
KŠB
 
KŠC
 
KŠČ
 
KŠD
 
KŠE
 
KŠF
 
KŠG
 
KŠH
 
KŠI
 
KŠJ
 
KŠK
 
KŠL
 
KŠM
 
KŠN
 

KŠO
 
KŠP
 
KŠQ
 
KŠR
 
KŠS
 
KŠŠ
 
KŠT
 
KŠU
 
KŠV
 
KŠW
 
KŠX
 
KŠY
 
KŠZ
 
KŠŽ

KTA
 
KTB
 
KTC
 
KTČ
 
KTD
 
KTE
 
KTF
 
KTG
 
KTH
 
KTI
 
KTJ
 
KTK
 
KTL
 
KTM
 
KTN
 

KTO
 
KTP
 
KTQ
 
KTR
 
KTS
 
KTŠ
 
KTT
 
KTU
 
KTV
 
KTW
 
KTX
 
KTY
 
KTZ
 
KTŽ

KUA
 
KUB
 
KUC
 
KUČ
 
KUD
 
KUE
 
KUF
 
KUG
 
KUH
 
KUI
 
KUJ
 
KUK
 
KUL
 
KUM
 
KUN
 

KUO
 
KUP
 
KUQ
 
KUR
 
KUS
 
KUŠ
 
KUT
 
KUU
 
KUV
 
KUW
 
KUX
 
KUY
 
KUZ
 
KUŽ

KVA
 
KVB
 
KVC
 
KVČ
 
KVD
 
KVE
 
KVF
 
KVG
 
KVH
 
KVI
 
KVJ
 
KVK
 
KVL
 
KVM
 
KVN
 

KVO
 
KVP
 
KVQ
 
KVR
 
KVS
 
KVŠ
 
KVT
 
KVU
 
KVV
 
KVW
 
KVX
 
KVY
 
KVZ
 
KVŽ

KWA
 
KWB
 
KWC
 
KWČ
 
KWD
 
KWE
 
KWF
 
KWG
 
KWH
 
KWI
 
KWJ
 
KWK
 
KWL
 
KWM
 
KWN
 

KWO
 
KWP
 
KWQ
 
KWR
 
KWS
 
KWŠ
 
KWT
 
KWU
 
KWV
 
KWW
 
KWX
 
KWY
 
KWZ
 
KWŽ

KXA
 
KXB
 
KXC
 
KXČ
 
KXD
 
KXE
 
KXF
 
KXG
 
KXH
 
KXI
 
KXJ
 
KXK
 
KXL
 
KXM
 
KXN
 

KXO
 
KXP
 
KXQ
 
KXR
 
KXS
 
KXŠ
 
KXT
 
KXU
 
KXV
 
KXW
 
KXX
 
KXY
 
KXZ
 
KXŽ

KYA
 
KYB
 
KYC
 
KYČ
 
KYD
 
KYE
 
KYF
 
KYG
 
KYH
 
KYI
 
KYJ
 
KYK
 
KYL
 
KYM
 
KYN

KYO
 
KYP
 
KYQ
 
KYR
 
KYS
 
KYŠ
 
KYT
 
KYU
 
KYV
 
KYW
 
KYX
 
KYY
 
KYZ
 
KYŽ

KZA
 
KZB
 
KZC
 
KZČ
 
KZD
 
KZE
 
KZF
 
KZG
 
KZH
 
KZI
 
KZJ
 
KZK
 
KZL
 
KZM
 
KZN

KZO
 
KZP
 
KZQ
 
KZR
 
KZS
 
KZŠ
 
KZT
 
KZU
 
KZV
 
KZW
 
KZX
 
KZY
 
KZZ
 
KZŽ

KŽA
 
KŽB
 
KŽC
 
KŽČ
 
KŽD
 
KŽE
 
KŽF
 
KŽG
 
KŽH
 
KŽI
 
KŽJ
 
KŽK
 
KŽL
 
KŽM
 
KŽN

KŽO
 
KŽP
 
KŽQ
 
KŽR
 
KŽS
 
KŽŠ
 
KŽT
 
KŽU
 
KŽV
 
KŽW
 
KŽX
 
KŽY
 
KŽZ
 
KŽŽ
```

```
LAA
 
LAB
 
LAC
 
LAČ
 
LAD
 
LAE
 
LAF
 
LAG
 
LAH
 
LAI
 
LAJ
 
LAK
 
LAL
 
LAM
 
LAN

LAO
 
LAP
 
LAQ
 
LAR
 
LAS
 
LAŠ
 
LAT
 
LAU
 
LAV
 
LAW
 
LAX
 
LAY
 
LAZ
 
LAŽ

LBA
 
LBB
 
LBC
 
LBČ
 
LBD
 
LBE
 
LBF
 
LBG
 
LBH
 
LBI
 
LBJ
 
LBK
 
LBL
 
LBM
 
LBN

LBO
 
LBP
 
LBQ
 
LBR
 
LBS
 
LBŠ
 
LBT
 
LBU
 
LBV
 
LBW
 
LBX
 
LBY
 
LBZ
 
LBŽ

LCA
 
LCB
 
LCC
 
LCČ
 
LCD
 
LCE
 
LCF
 
LCG
 
LCH
 
LCI
 
LCJ
 
LCK
 
LCL
 
LCM
 
LCN

LCO
 
LCP
 
LCQ
 
LCR
 
LCS
 
LCŠ
 
LCT
 
LCU
 
LCV
 
LCW
 
LCX
 
LCY
 
LCZ
 
LCŽ

LČA
 
LČB
 
LČC
 
LČČ
 
LČD
 
LČE
 
LČF
 
LČG
 
LČH
 
LČI
 
LČJ
 
LČK
 
LČL
 
LČM
 
LČN

LČO
 
LČP
 
LČQ
 
LČR
 
LČS
 
LČŠ
 
LČT
 
LČU
 
LČV
 
LČW
 
LČX
 
LČY
 
LČZ
 
LČŽ

LDA
 
LDB
 
LDC
 
LDČ
 
LDD
 
LDE
 
LDF
 
LDG
 
LDH
 
LDI
 
LDJ
 
LDK
 
LDL
 
LDM
 
LDN
 

LDO
 
LDP
 
LDQ
 
LDR
 
LDS
 
LDŠ
 
LDT
 
LDU
 
LDV
 
LDW
 
LDX
 
LDY
 
LDZ
 
LDŽ

LEA
 
LEB
 
LEC
 
LEČ
 
LED
 
LEE
 
LEF
 
LEG
 
LEH
 
LEI
 
LEJ
 
LEK
 
LEL
 
LEM
 
LEN
 

LEO
 
LEP
 
LEQ
 
LER
 
LES
 
LEŠ
 
LET
 
LEU
 
LEV
 
LEW
 
LEX
 
LEY
 
LEZ
 
LEŽ

LFA
 
LFB
 
LFC
 
LFČ
 
LFD
 
LFE
 
LFF
 
LFG
 
LFH
 
LFI
 
LFJ
 
LFK
 
LFL
 
LFM
 
LFN

LFO
 
LFP
 
LFQ
 
LFR
 
LFS
 
LFŠ
 
LFT
 
LFU
 
LFV
 
LFW
 
LFX
 
LFY
 
LFZ
 
LFŽ

LGA
 
LGB
 
LGC
 
LGČ
 
LGD
 
LGE
 
LGF
 
LGG
 
LGH
 
LGI
 
LGJ
 
LGK
 
LGL
 
LGM
 
LGN
 

LGO
 
LGP
 
LGQ
 
LGR
 
LGS
 
LGŠ
 
LGT
 
LGU
 
LGV
 
LGW
 
LGX
 
LGY
 
LGZ
 
LGŽ

LHA
 
LHB
 
LHC
 
LHČ
 
LHD
 
LHE
 
LHF
 
LHG
 
LHH
 
LHI
 
LHJ
 
LHK
 
LHL
 
LHM
 
LHN
 

LHO
 
LHP
 
LHQ
 
LHR
 
LHS
 
LHŠ
 
LHT
 
LHU
 
LHV
 
LHW
 
LHX
 
LHY
 
LHZ
 
LHŽ

LIA
 
LIB
 
LIC
 
LIČ
 
LID
 
LIE
 
LIF
 
LIG
 
LIH
 
LII
 
LIJ
 
LIK
 
LIL
 
LIM
 
LIN
 

LIO
 
LIP
 
LIQ
 
LIR
 
LIS
 
LIŠ
 
LIT
 
LIU
 
LIV
 
LIW
 
LIX
 
LIY
 
LIZ
 
LIŽ

LJA
 
LJB
 
LJC
 
LJČ
 
LJD
 
LJE
 
LJF
 
LJG
 
LJH
 
LJI
 
LJJ
 
LJK
 
LJL
 
LJM
 
LJN
 

LJO
 
LJP
 
LJQ
 
LJR
 
LJS
 
LJŠ
 
LJT
 
LJU
 
LJV
 
LJW
 
LJX
 
LJY
 
LJZ
 
LJŽ

LKA
 
LKB
 
LKC
 
LKČ
 
LKD
 
LKE
 
LKF
 
LKG
 
LKH
 
LKI
 
LKJ
 
LKK
 
LKL
 
LKM
 
LKN
 

LKO
 
LKP
 
LKQ
 
LKR
 
LKS
 
LKŠ
 
LKT
 
LKU
 
LKV
 
LKW
 
LKX
 
LKY
 
LKZ
 
LKŽ

LLA
 
LLB
 
LLC
 
LLČ
 
LLD
 
LLE
 
LLF
 
LLG
 
LLH
 
LLI
 
LLJ
 
LLK
 
LLL
 
LLM
 
LLN
 

LLO
 
LLP
 
LLQ
 
LLR
 
LLS
 
LLŠ
 
LLT
 
LLU
 
LLV
 
LLW
 
LLX
 
LLY
 
LLZ
 
LLŽ

LMA
 
LMB
 
LMC
 
LMČ
 
LMD
 
LME
 
LMF
 
LMG
 
LMH
 
LMI
 
LMJ
 
LMK
 
LML
 
LMM
 
LMN
 

LMO
 
LMP
 
LMQ
 
LMR
 
LMS
 
LMŠ
 
LMT
 
LMU
 
LMV
 
LMW
 
LMX
 
LMY
 
LMZ
 
LMŽ

LNA
 
LNB
 
LNC
 
LNČ
 
LND
 
LNE
 
LNF
 
LNG
 
LNH
 
LNI
 
LNJ
 
LNK
 
LNL
 
LNM
 
LNN
 

LNO
 
LNP
 
LNQ
 
LNR
 
LNS
 
LNŠ
 
LNT
 
LNU
 
LNV
 
LNW
 
LNX
 
LNY
 
LNZ
 
LNŽ

LOA
 
LOB
 
LOC
 
LOČ
 
LOD
 
LOE
 
LOF
 
LOG
 
LOH
 
LOI
 
LOJ
 
LOK
 
LOL
 
LOM
 
LON
 

LOO
 
LOP
 
LOQ
 
LOR
 
LOS
 
LOŠ
 
LOT
 
LOU
 
LOV
 
LOW
 
LOX
 
LOY
 
LOZ
 
LOŽ

LSD
 
LTH
```